# Obornjača (Bačka Topola)
Obornjača (v srbské cyrilici Оборњача, maďarsky Nagyvölgy – doslova velké údolí) je vesnice na severu Srbska. Administrativně spadá pod opštinu Bačka Topola. Vesnice se nachází poblíž říčky Čik. Má pravoúhlou uliční síť, typickou pro sídla v autonomní oblasti Vojvodina. Nápadným symbolem je místní větrný mlýn.
Původní obyvatelstvo bylo především maďarské národnosti.[zdroj?]
Dle sčítání lidu v roce 2011 neměla žádné obyvatele, v roce 2002 zde byli trvale k pobytu hlášeni dva lidé. Obyvatelstvo vesnici opustilo, především kvůli její odlehlosti a chybějícím silnicím. Ta se stala jednou z řady v Srbsku, které jsou vesnicemi duchů.